# 吉布森 (愛荷華州)
吉布森（英語：Gibson）是一個位於美國愛荷華州基奧卡克縣的城市。

## 地理
吉布森的座標為41°28′50″N 92°23′35″W / 41.48056°N 92.39306°W，而該地的平均海拔高度為273米（即896英尺）。

## 人口
根據2010年美國人口普查的數據，吉布森的面積為0.18平方千米，當中陸地面積為0.18平方千米，而水域面積為0.00平方千米。當地共有人口61人，而人口密度為每平方千米338人。